# Juan José Imbroda
Juan José Imbroda Ortiz (Melilla, 24 de junio de 1944) es un político español del Partido Popular, actual Presidente de Melilla desde julio de 2023. Previamente lo fue entre el 2000 y 2019. También fue senador por dicha circunscripción. Es hermano de Javier Imbroda, que fue entrenador de baloncesto y consejero andaluz de Educación y deportes.

## Trayectoria política
Elegido en las listas de la Unión de Centro Democrático fue primer teniente de alcalde y portavoz en el Ayuntamiento de Melilla entre 1979 y 1983. Tras la fundación en 1985 de la Unión del Pueblo Melillense, es elegido concejal por dicho partido en las elecciones municipales de 1987. Tras la aprobación del Estatuto de Autonomía melillense, fue elegido diputado de la Asamblea de Melilla en 1995 y 1999.
En el año 2000 pasa a ser presidente de la Ciudad Autónoma de Melilla tras a una moción de censura presentada por su partido, en ese momento la Unión del Pueblo Melillense, junto al Partido Popular y el PSOE, contra el entonces presidente Mustafá Aberchán, del partido Coalición por Melilla. Ese mismo año fue elegido senador por la coalición entre su partido localista, la Unión del Pueblo Melillense, y el Partido Popular. Cabeza de lista por idéntica coalición en 2003, fue reelegido presidente con mayoría absoluta.
En 2003 su partido, la Unión del Pueblo Melillense, se integró definitivamente en el Partido Popular de Melilla del cual es presidente desde entonces.
Desde 2003 hasta 2011 ganó las elecciones a la Asamblea de Melilla con mayoría absoluta, hasta que en las elecciones a la Asamblea de Melilla de 2015 perdió la mayoría absoluta y se vio obligado a pactar con el Partido Populares en Libertad que acabaría finalmente siendo absorbido por el propio Partido Popular de Melilla.
En las elecciones a la Asamblea de Melilla de 2019 ganó las elecciones aunque perdió votos y escaños que le imposibilitaban la reelección. Coalición por Melilla, PSOE y Ciudadanos lograron presentar un gobierno alternativo desbancando a Juan José Imbroda y al Partido Popular después de 19 años gobernando la ciudad autónoma.

### Altercados en la frontera de Melilla y comentario polémico de Imbroda
En febrero de 2014 se producen importantes entradas de inmigrantes subsaharianos saltando la valla fronteriza de Melilla. Como resultado, entran a la ciudad autónoma un total de 150 inmigrantes que fueron trasladados hasta al CETI (Centro de Estancia Temporal de Inmigrantes). La operación de la Guardia Civil en la frontera recibió numerosas críticas debido a que los inmigrantes fueron recibidos con disparos de bolas de goma y que muchos fueron expulsados de forma sumaria. Imbroda salió en defensa de la actuación de la Guardia Civil y pidió que se cambiase la ley de extranjería. Sus declaraciones fueron fuente de polémica: "Si la Guardia Civil no puede actuar pongamos azafatas en la frontera como comité de recibimiento".[cita requerida]

### Marcha como alcalde-presidente de la ciudad autónoma de Melilla
El 15 de junio de 2019 cuando Juan José Imbroda optaba a la reelección de un sexto mandato después de 19 años como presidente de la ciudad autónoma contando con los votos favorables de su propio partido, el Partido Popular de Melilla, y de VOX, todo parecía indicar que se abstendría el único diputado de Ciudadanos.
A la hora de constituir la Asamblea de Melilla saltaba la sorpresa, ya que el candidato de Ciudadanos Eduardo de Castro presentaba su candidatura a la investidura, sorprendiendo a Imbroda y al Partido Popular de Melilla. Con los votos favorables de él mismo, único diputado de Ciudadanos, de Coalición por Melilla y del PSOE quedó nombrado presidente de la ciudad autónoma Eduardo de Castro desbancando a Imbroda y al Partido Popular de Melilla.
Ese mismo día Imbroda en una rueda de prensa en la sede del PP de Melilla renunciaba a su acta de diputado en la Asamblea de Melilla y calificaba a Eduardo de Castro de "tránsfuga".
En 2023 el PP gana las elecciones de Melilla del 28 M con mayoría absoluta y Juan José Imbroda es elegido presidente de Melilla por mayoría absoluta con los 14 votos del PP y la inesperada abstención de la diputada cepemista Fatima Mohamed Kaddur. La elección del presidente del PP melillense fue 20 días después de lo inicialmente previsto (17 de junio) tras los fallidos recursos presentados por CPM ante la Junta Electoral y el Tribunal Superior de Justicia de Andalucía (TSJA), en los que solicitaba la repetición de las elecciones por presuntas irregularidades en el voto por correo.